# Cristataria
Cristataria is een geslacht van slakken uit de  familie van de Clausiliidae.

## Soorten
De volgende soorten zijn bij het geslacht ingedeeld:
- Cristataria albersi (Charpentier, 1852)
- Cristataria boissieri (Charpentier, 1847)
- Cristataria colbeauiana (L. Pfeiffer, 1861)
- Cristataria cylindrelliformis (Bourguignat, 1855)
- Cristataria delesserti (Bourguignat, 1853)
- Cristataria dutaillyana (Bourguignat, 1868)
- Cristataria elonensis (G. Haas, 1851)
- Cristataria florieni Pallary, 1939
- Cristataria forcarti H. Nordsieck, 1971
- Cristataria genezarethana (Tristram, 1865)
- Cristataria haasi H. Nordsieck, 1971
- Cristataria hedenborgi (L. Pfeiffer, 1850)
- Cristataria hermonensis H. Nordsieck, 1977
- Cristataria intersita Németh & Szekeres, 1995
- Cristataria leprevieri (Pallary, 1929)
- Cristataria petrboki Pallary, 1939
- Cristataria porrecta (Rossmässler, 1857)
- Cristataria staudingeri (O. Boettger, 1890)
- Cristataria strangulata (L. Pfeiffer, 1841)
- Cristataria turcica Neubert, 1993
- Cristataria vesicalis (Rossmässler, 1857)
- Cristataria zelebori (Rossmässler, 1856)
- Cristataria zilchi H. Nordsieck, 1971